# Circuit de Wallonie 2024
Il Circuit de Wallonie 2024, cinquantottesima edizione della corsa e valida come prova dell'UCI Europe Tour 2024 categoria 1.1, si svolse il 9 maggio 2024 su un percorso di 183,9 km, con partenza da Charleroi e arrivo a Marcinelle, in Belgio. La vittoria fu appannaggio del belga Arnaud De Lie, il quale completò il percorso in 4h06'09", alla media di 44,826 km/h, precedendo il francese Axel Zingle e il britannico Matthew Brennan.
Sul traguardo di Marcinelle 129 ciclisti, dei 159 partiti da Charleroi, portarono a termine la competizione.

## Squadre e corridori partecipanti
| N.      | Cod. | Squadra                 |
| ------- | ---- | ----------------------- |
| 1-7     | IWA  | Intermarché-Wanty       |
| 11-17   | COF  | Cofidis                 |
| 21-27   | ADC  | Alpecin-Deceuninck      |
| 31-37   | TVL  | Team Visma-Lease a Bike |
| 41-47   | LTD  | Lotto Dstny             |
| 51-57   | TEN  | TotalEnergies           |
| 61-67   | BWB  | Bingoal WB              |
| 71-77   | ARK  | Arkéa-B&B Hotels        |
| 81-87   | Q36  | Q36.5 Pro Cycling Team  |
| 91-97   | IPT  | Israel-Premier Tech     |
| 101-107 | UXM  | Uno-X Mobility          |
| 111-116 | HBJ  | Hagens Berman Jayco     |

| N.      | Cod. | Squadra                            |
| ------- | ---- | ---------------------------------- |
| 121-127 | TIS  | Tarteletto-Isorex                  |
| 131-137 | TNN  | Team Novo Nordisk                  |
| 141-147 | NST  | Novapor Speedbike Team             |
| 151-156 | BNL  | Team BridgeLane                    |
| 161-165 | RSW  | Team Felt Felbermayr               |
| 171-175 | LKH  | Team Lotto Kern-Haus PSD Bank      |
| 181-187 | PWB  | Philippe Wagner/Bazin              |
| 191-197 | DKB  | Dukla Banská Bystrica              |
| 201-207 | CGF  | Équipe Continentale Groupama-FDJ   |
| 211-217 | MCT  | MyVelo Pro Cycling Team            |
| 221-226 | GSH  | Airtox-Carl Ras                    |
| 231-237 | GEF  | General Store-Essegibi-F.lli Curia |

## Ordine d'arrivo (Top 10)
| Pos. | Corridore       | Squadra     | Tempo    |
| ---- | --------------- | ----------- | -------- |
| 1    | Arnaud De Lie   | Lotto       | 4h06'09" |
| 2    | Axel Zingle     | Cofidis     | s.t.     |
| 3    | Matthew Brennan | Visma       | s.t.     |
| 4    | Paul Penhoët    | EC Groupama | s.t.     |
| 5    | Milan Fretin    | Cofidis     | s.t.     |
| 6    | Luca Mozzato    | Arkéa       | s.t.     |
| 7    | Tord Gudmestad  | Uno-X       | s.t.     |
| 8    | Jake Stewart    | Israel      | s.t.     |
| 9    | Vito Braet      | Intermarché | s.t.     |
| 10   | Simone Gualdi   | Intermarché | s.t.     |